# Albor Tholus
Albor Tholus és un volcà extint del planeta Mart, localitzat a l'àrea coneguda com Elysium Planitia. S'hi troba localitzat entre els volcans veïns Elysium Mons i Hecates Tholus. Albor Tholus aconsegueix una altura de 4,5 quilòmetres i posseeix un diàmetre de 160 km a la seva base. La seva caldera té un diàmetre de 30 km i 3 km de profunditat. Comparat amb els volcans terrestres, la caldera és inusualment profunda. Avaluacions de la sonda marciana Mars Express van trobar que els volcans de la regió Elysium es van mantenir actius durant llargs períodes.